# Hylaeus akoko
Hylaeus akoko är en biart som beskrevs av Karl N. Magnacca och Daly 2003. Hylaeus akoko ingår i släktet citronbin, och familjen korttungebin. Inga underarter finns listade i Catalogue of Life.